# Parque nacional de Khao Lampi-Hat Thai Mueang
El Parque nacional de Khao Lampi-Hat Thai Mueang (en tailandés, อุทยานแห่งชาติเขาลำปี–หาดท้ายเหมือง) es un área protegida del sur de Tailandia, en la provincia de Phang Nga. Tiene 72 kilómetros cuadrados de extensión y fue declarado en abril de 1986, como el parque nacional n.º 52 del país. 
El nombre del parque deruva de las dos secciones que lo forman, separadas por la autopista de Phetkasem: Khao Lampi por la sección que contiene la sierra de Lampi y Hat Thai Mueang, la sección de playa del parque. Su punto más alto, el pico Khao Khanim, alcanza los 622 m s. n. m.